# Cassina Rizzardi
Cassina Rizzardi – miejscowość i gmina we Włoszech, w regionie Lombardia, w prowincji Como.
Według danych na rok 2004 gminę zamieszkiwało 2369 osób, 789,7 os./km².